# Pyatt
Pyatt és una població dels Estats Units a l'estat d'Arkansas. Segons el cens del 2000 tenia 253 habitants.

## Demografia
Segons el cens del 2000, Pyatt tenia 253 habitants, 97 habitatges, i 62 famílies. La densitat de població era de 76,3 habitants/km².
Dels 97 habitatges en un 40,2% hi vivien nens de menys de 18 anys, en un 55,7% hi vivien parelles casades, en un 4,1% dones solteres, i en un 35,1% no eren unitats familiars. En el 34% dels habitatges hi vivien persones soles el 18,6% de les quals corresponia a persones de 65 anys o més que vivien soles. El nombre mitjà de persones vivint en cada habitatge era de 2,61 i el nombre mitjà de persones que vivien en cada família era de 3,35.
Per edats la població es repartia de la següent manera: un 33,2% tenia menys de 18 anys, un 7,9% entre 18 i 24, un 28,9% entre 25 i 44, un 17% de 45 a 60 i un 13% 65 anys o més.
L'edat mediana era de 30 anys. Per cada 100 dones de 18 o més anys hi havia 103,6 homes.
La renda mediana per habitatge era de 19.583 $ i la renda mediana per família de 26.250 $. Els homes tenien una renda mediana de 22.321 $ mentre que les dones 18.214 $. La renda per capita de la població era de 8.633 $. Entorn del 10,5% de les famílies i el 16,7% de la població estaven per davall del llindar de pobresa.

## Poblacions més properes
El següent diagrama mostra les poblacions més properes.